# Облога Мозиря (1649)
Битва під Мозирем (також звана битвою під Муражновицями) — збройне зіткнення за місто Мазир між литовськими та козацькими військами, що відбулося 8–9 лютого 1649 року під час Хмельниччини.
Коли в другій половині 1648 року козацьке повстання досягло литовських земель, воно змусило армію Великого князівства Литовського діяти, і на початку 1649 р. проти козаків виступила 11-тисячна литовська армія під проводом литовського польного гетьмана Януша Радзивіла. У лютому Радзивілл покинув турівський табір і рушив до Мазиря лише з кавалерією. Усім литовським військам передував авангард під командуванням Адама Павловича, який включав, серед інших, три татарські хоругви (під командуванням Давида Кінського, Дзеная Романовського та Довгяло).
У ніч на 8 лютого бівуачні загони Павловича були несподівано атаковані групою кількох сотень козаків. Вранці 9 лютого головні сили підійшли на допомогу бійцям авангарду, що оборонялися, що змусило козаків відступити до Мазирської фортеці. Спроба здобути фортецю на марші не вдалася, тому гетьман спішив всю кінноту (включно з рейтарами на чолі з Ганшофом) і направив її в атаку на земляні укріплення.
Після важкої битви фортеця була захоплена. Переможна литовська армія почала палити місто, а його жителі зазнали серйозних втрат, оскільки, за словами учасника подій Богуслава Маскевича, німецькі рейтари особливо жорстоко поводилися з мирним населенням захопленого міста. Після закінчення боїв полоненим козакам відрубали голови і посадили на палі (в тому числі полковнику Міхненка).